# Haus der Begegnung (Ennepetal)

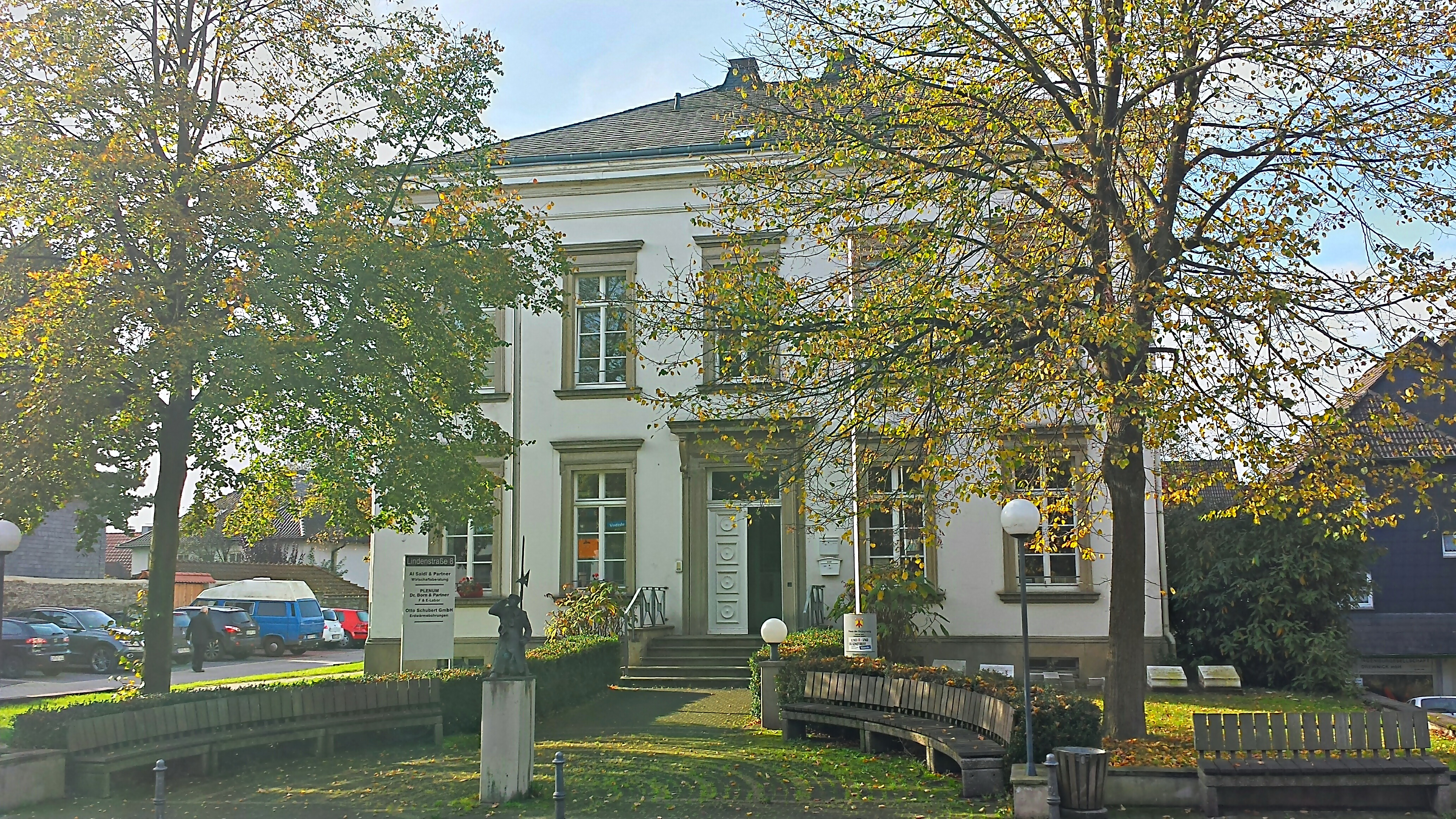
Haus der Begegnung in Ennepetal Voerde, Oktober 2014

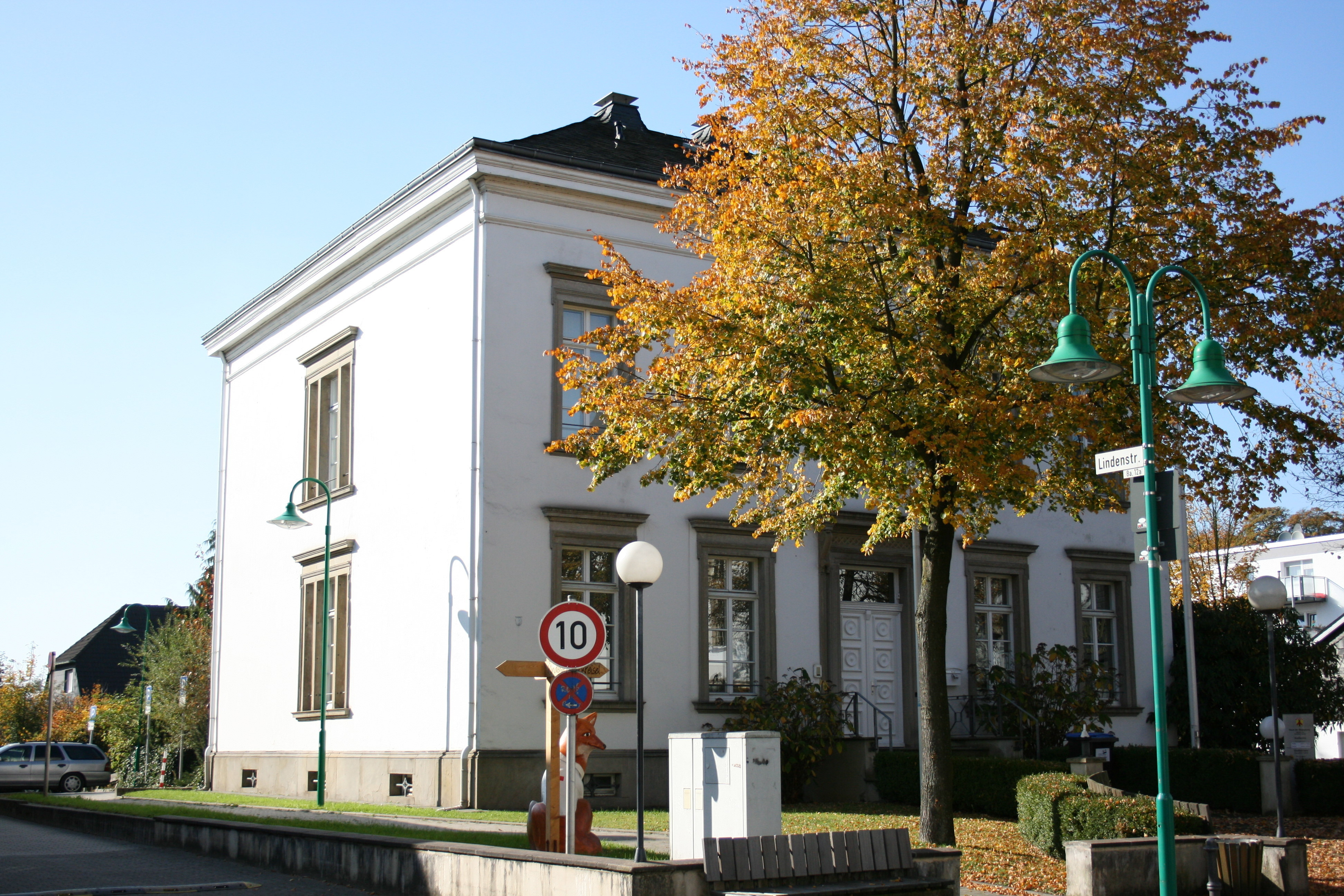
Das Haus der Begegnung

Das Haus der Begegnung, postalische Anschrift Lindenstraße 8, ist eine denkmalgeschützte Villa im Ennepetaler Ortsteil Voerde. Es wurde 1835 errichtet.

## Beschreibung
Das Gebäude wurde im Ortszentrum Voerdes von den Bauherren Eduard Spannagel als Wohnhaus im klassizistischen Stil errichtet. Es handelt sich um einen verputzten Baukörper mit zwei Geschossen und streng symmetrischer Fassadengliederung und flachem Walmdach. Die von der Straßenflucht zurückgenommene Frontfassade besitzt fünf Fensterachsen mit Rahmung aus Stuck und kleinen Verdachungen. Der Haupteingang liegt in der Fassadenmitte und besitzt ein Oberlicht und eine Verdachung, die auf Konsolen aufgesetzt ist.

## Nutzung
Nach Nutzung als Wohnhaus diente das Gebäude von 1908 bis 1937 als Amtshaus des Amtes Voerde. Es wurde in dieser Funktion vom heutigen Ennepetaler Rathaus abgelöst. Das Stadtarchiv Ennepetal war dort bis vor kurzem untergebracht. Heute ist es als Haus der Begegnung Standort der Zweigstelle Voerde der Stadtbücherei Ennepetal mit einem Bestand von ca. 10.000 Bänden mit den Schwerpunkten Kinderbücher, Romane, Reiseführer und Ratgeberliteratur. Darüber hinaus wird es als Veranstaltungsstätte und als Jugendfreizeitheim Hasperbach genutzt.